# TBE-Puffer
TBE-Puffer ist die Abkürzung für TRIS-Borat-EDTA-Puffer, ein nach seinen Bestandteilen
- TRIS (Tris-(hydroxymethyl)-aminomethan),
- Borat (Anion der Borsäure) und
- EDTA (Ethylendiamintetraessigsäure)

benannter Elektrophoresepuffer. TBE-Puffer werden u. a. bei der Agarose-Gelelektrophorese eingesetzt. Dabei variiert die Konzentration des eingesetzten Puffers von Labor zur Labor. In der Regel kommen dabei 0,5-fach oder 1-fach konzentrierter TBE-Puffer zum Einsatz. Die TRIS- und Borsäure-Konzentrationen sind meistens beide gleich und bei einem einfach konzentrierten TBE-Puffer zwischen 50 und 90 millimolar. Die EDTA-Konzentration liegt zwischen 1 und 2 mM. Der pH-Wert wird meistens auf einen Wert zwischen 8 und 8,9 eingestellt.
Für die Herstellung eines TBE-Puffers (1-fach) pH 8,0 werden z. B. 10,8 g (89 mM) TRIS Base, 5,5 g (89 mM) Borsäure und 0,7 g (2 mM) EDTA-Na2 mit destilliertem (entmineralisiertem) Wasser auf 1000 ml aufgefüllt.
Alternativ verwendete Elektrophoresepuffer sind z. B. der TAE-Puffer, der TPE-Puffer, SB-Puffer und der LB-Puffer. Im Vergleich zu TAE-Puffern besitzt TBE-Puffer eine höhere Pufferkapazität. Jedoch neigt er auch zu stärkerem Erhitzen, wodurch etwas niedrigere Spannungen an das Gel angelegt werden müssen. Die Wanderungsgeschwindigkeit ist etwa halb so hoch wie bei TAE-Puffer. Konzentrierte Stammlösungen von TBE-Puffern neigen zum Ausfallen des Tris-Borats, wodurch inhomogene Pufferzusammensetzungen entstehen können.